# Jankovice (Teplá)
Jankovice (německy Enkengrün) jsou malá vesnice, část města Teplá v okrese Cheb v Karlovarském kraji. Nachází se na chladné náhorní planině Tepelské vrchoviny asi dva kilometry západně od Teplé. Jankovice jsou také název katastrálního území o rozloze 4,04 km².

## Historie
První písemná zmínka o vesnici pochází z roku 1273.
Její osídlení je však starší, slovanské. Roku 1273 je ves připomínána pod svým německým názvem Enkengrün, kdy papež Řehoř X. potvrdil její držení premonstrátům kláštera Teplá. S klášterem byla vesnice spojena po většinu své historie až do zániku patrimoniální správy. Od kláštera dostala obec právo dědické, tedy možnost prodávat a darovat selské dvory. Zároveň získala právo užívat klášterní pečeť. Důvodem byla zejména snaha kláštera motivovat obyvatele k přechodu od luteránské víry ke katolicismu. Po určitou dobu v 17. století ovšem patřila městu Teplá.
Jednotlivé usedlosti byly soustředěny po obvodu podkovovité návsi, novější chalupnická zástavba vznikla ve vnitřním prostoru návsi a na východním okraji vesnice.

## Obyvatelstvo
Při sčítání lidu v roce 1921 zde žilo 197 obyvatel, všichni německé národnosti. K římskokatolické církvi se hlásilo 196 obyvatel, jeden k církvi evangelické.
| Rok            | 1869 | 1880 | 1890 | 1900 | 1910 | 1921 | 1930 | 1950 | 1961 | 1970 | 1980 | 1991 | 2001 | 2011 | 2021 |
| -------------- | ---- | ---- | ---- | ---- | ---- | ---- | ---- | ---- | ---- | ---- | ---- | ---- | ---- | ---- | ---- |
| Počet obyvatel | 200  | 217  | 223  | 204  | 203  | 197  | 186  | 93   | 66   | 31   | -    | 2    | 6    | 7    | 6    |
| Počet domů     | 30   | 31   | 32   | 32   | 32   | 33   | 34   | 29   | 18   | 6    | -    | 3    | 5    | 5    | 5    |

## Obecní správa
Při sčítání lidu v letech 1850–1960 Jankovice byly samostatnou obcí, se kterým patřily nejprve do okresu Teplá, ale v roce 1950 v okrese Mariánské Lázně. V letech 1961–1975 byly částí obce Poutnov v okrese Karlovy Vary. Od 1. července 1975 jsou částí města Teplá v okrese Karlovy Vary, ale od 1. ledna 2007 v okrese Cheb.

## Pamětihodnosti
V západní části návsi se zachovalo několik usedlostí, nehodnotnější je usedlost č. ev. 7 s kamennou klenutou bránou.
V katastrálním území Jankovice je vrtem podchycen minerální pramen Kyselka Oriona, který je potrubím odveden k silnici, kde se v altánku nachází odběrové místo.
Při jihozápadním okraji zástavby roste památný strom Jírovec u Mariánské kapličky v Jankovicích.

## Fotogalerie

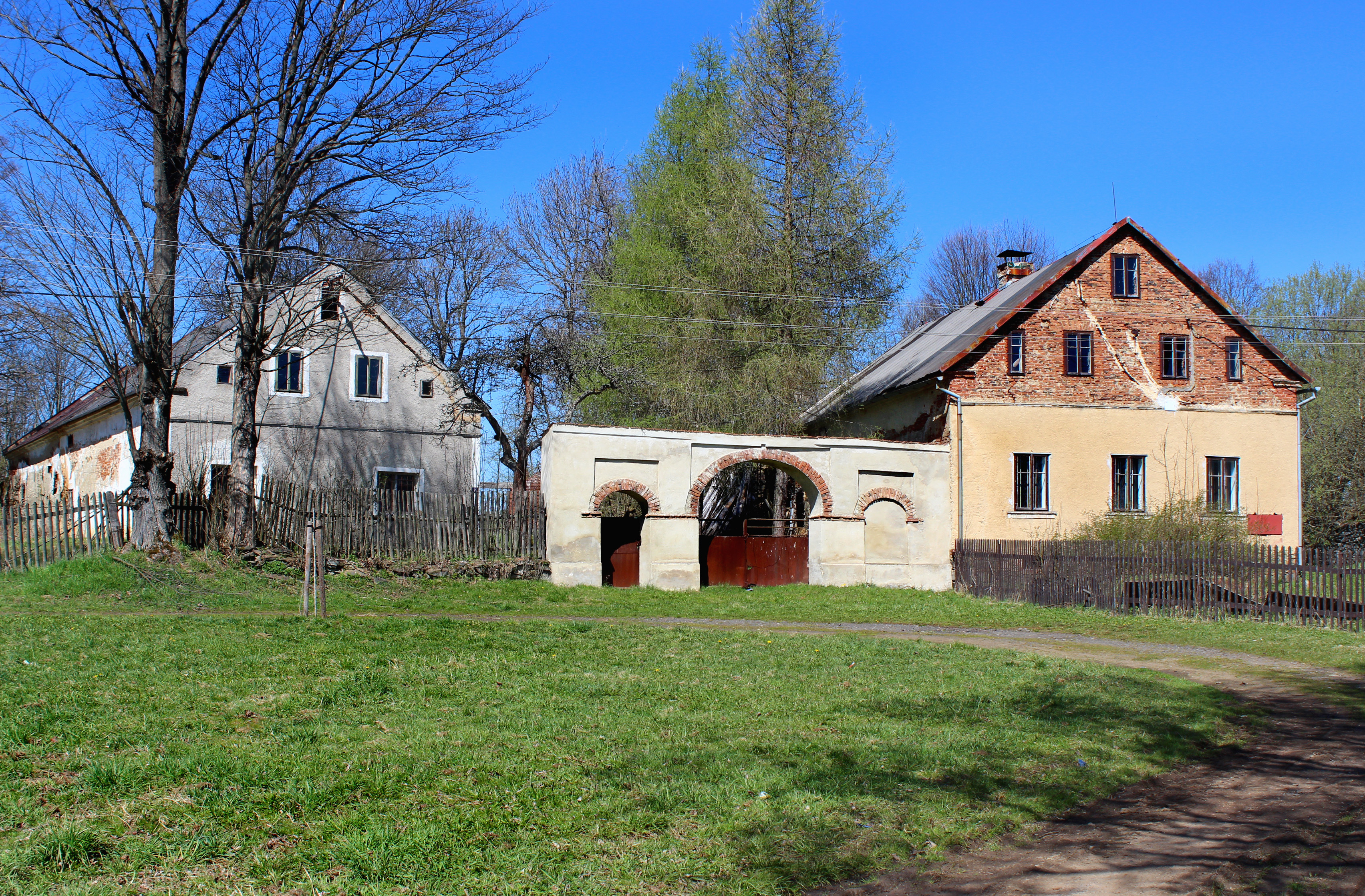
Bývalý statek s bránou
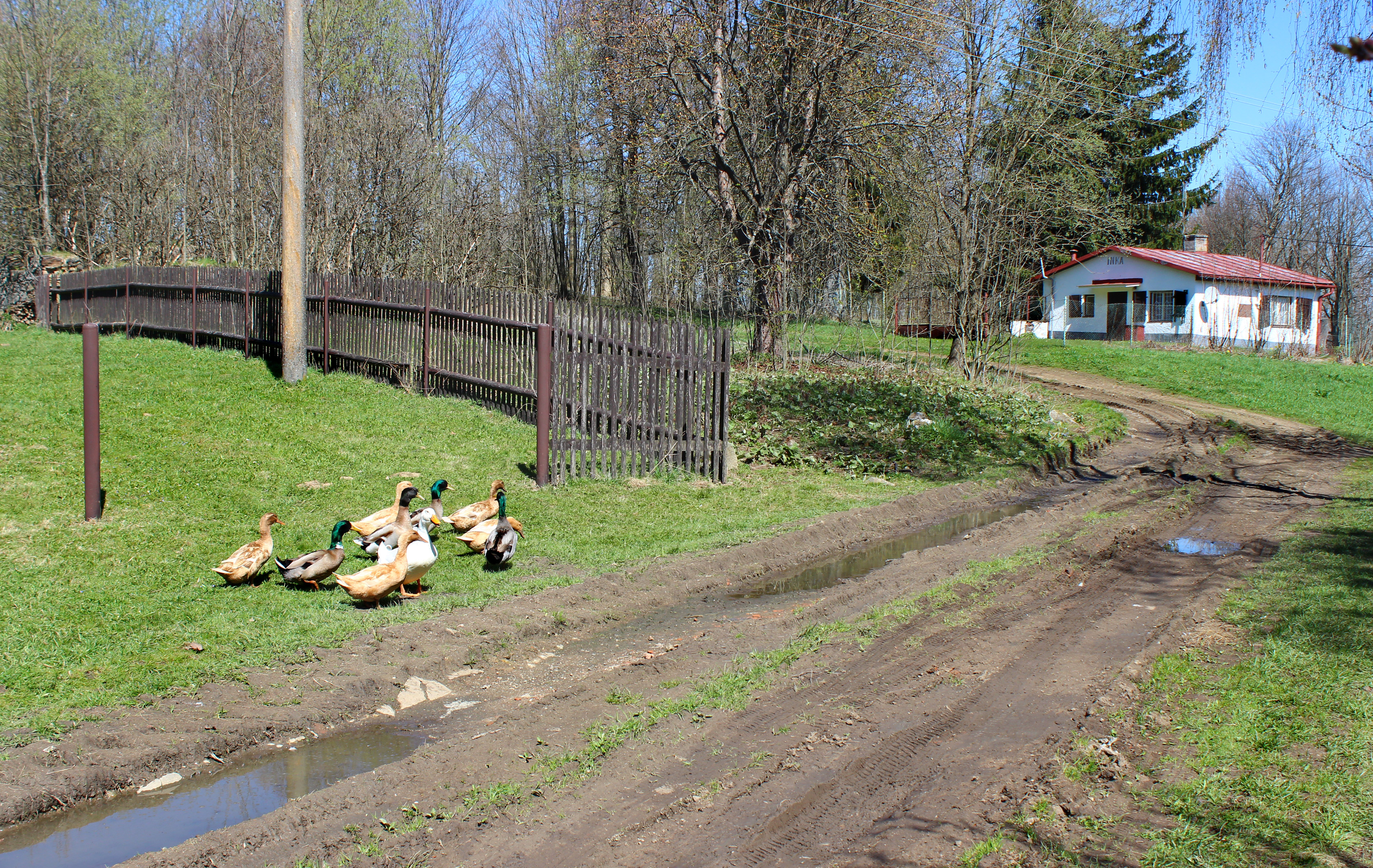
Kachny...
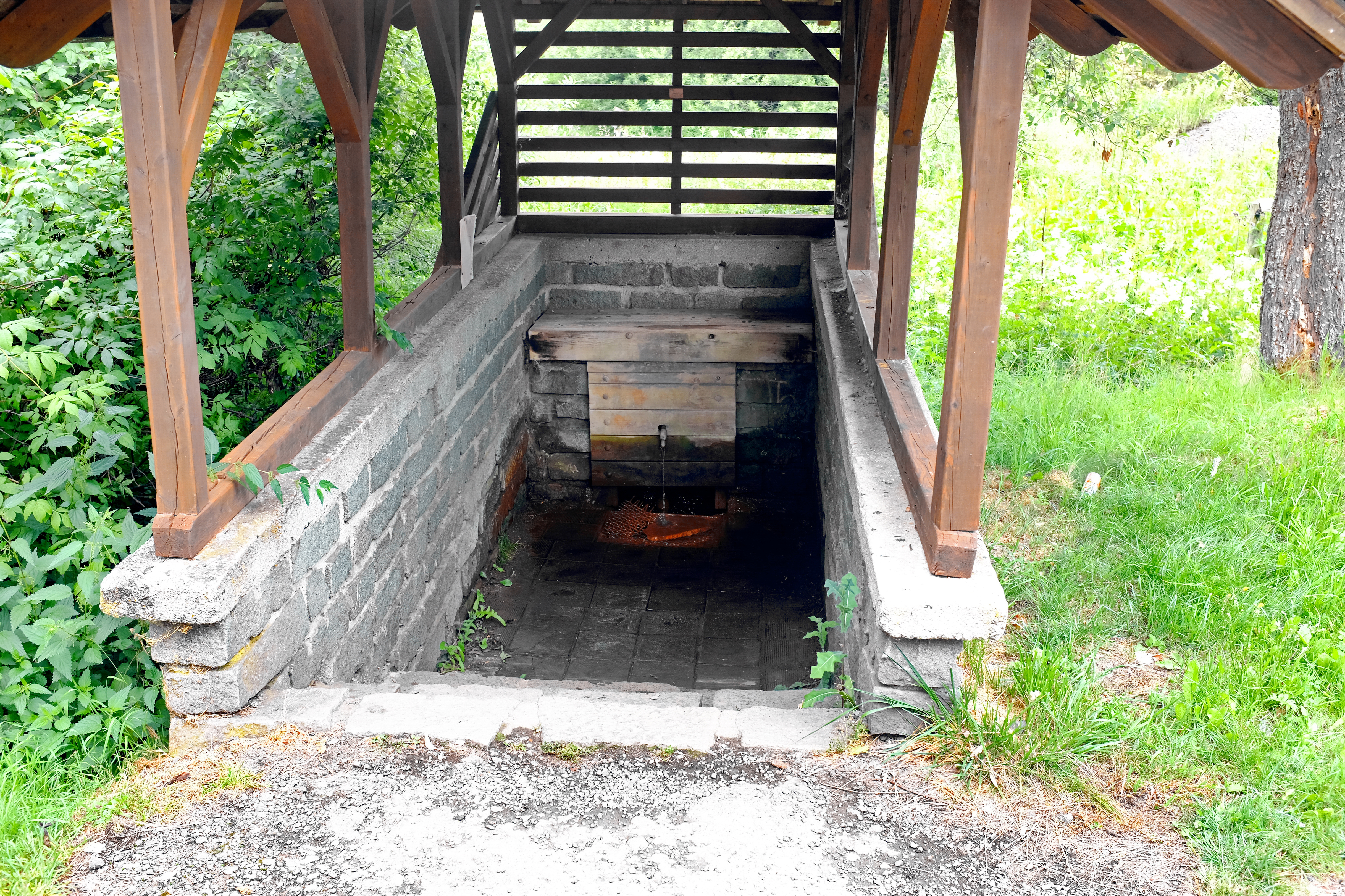
Odběrné místo kyselky Oriona
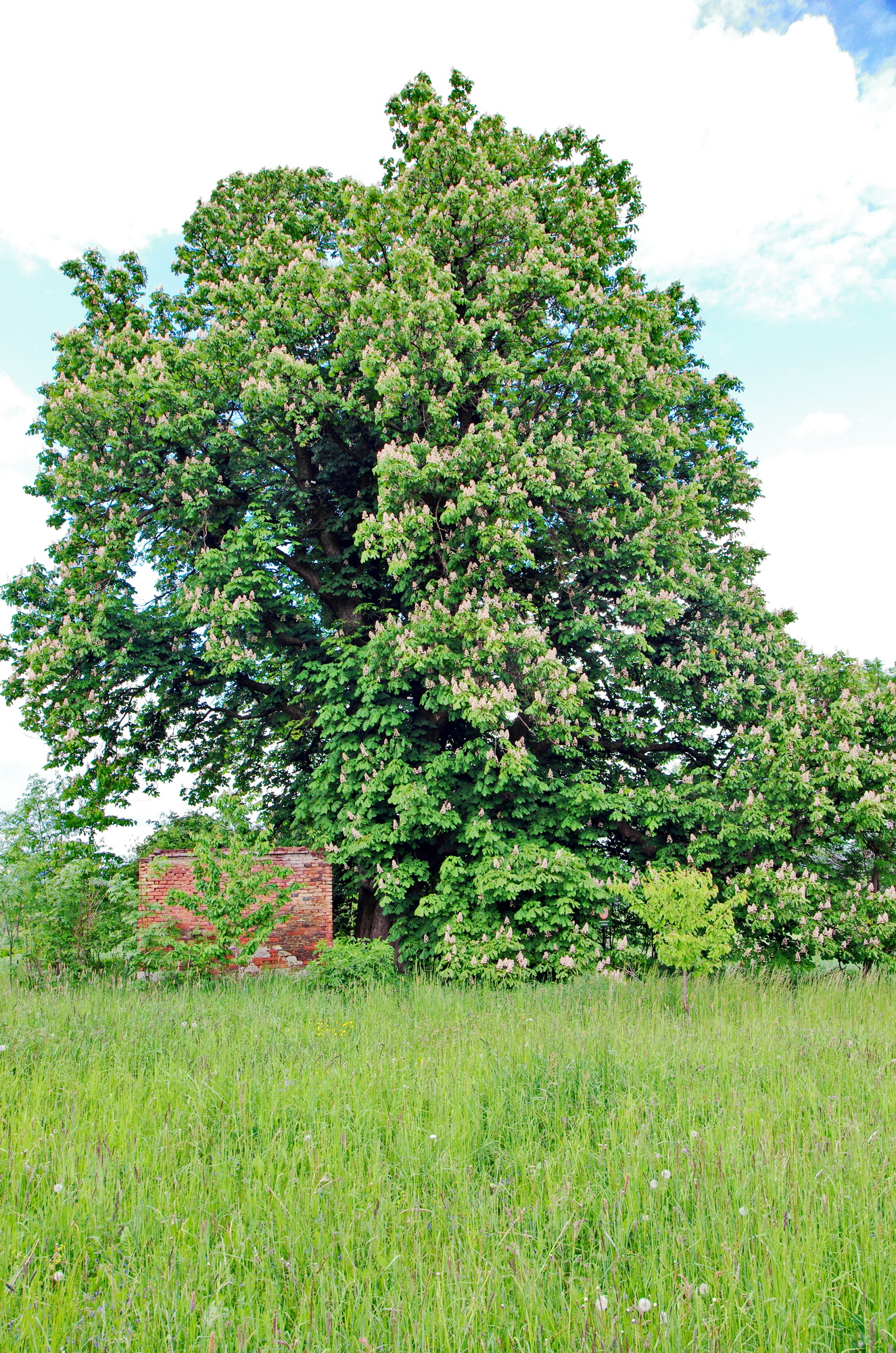
Památný kaštan